# Contrafacia imma
Espèce

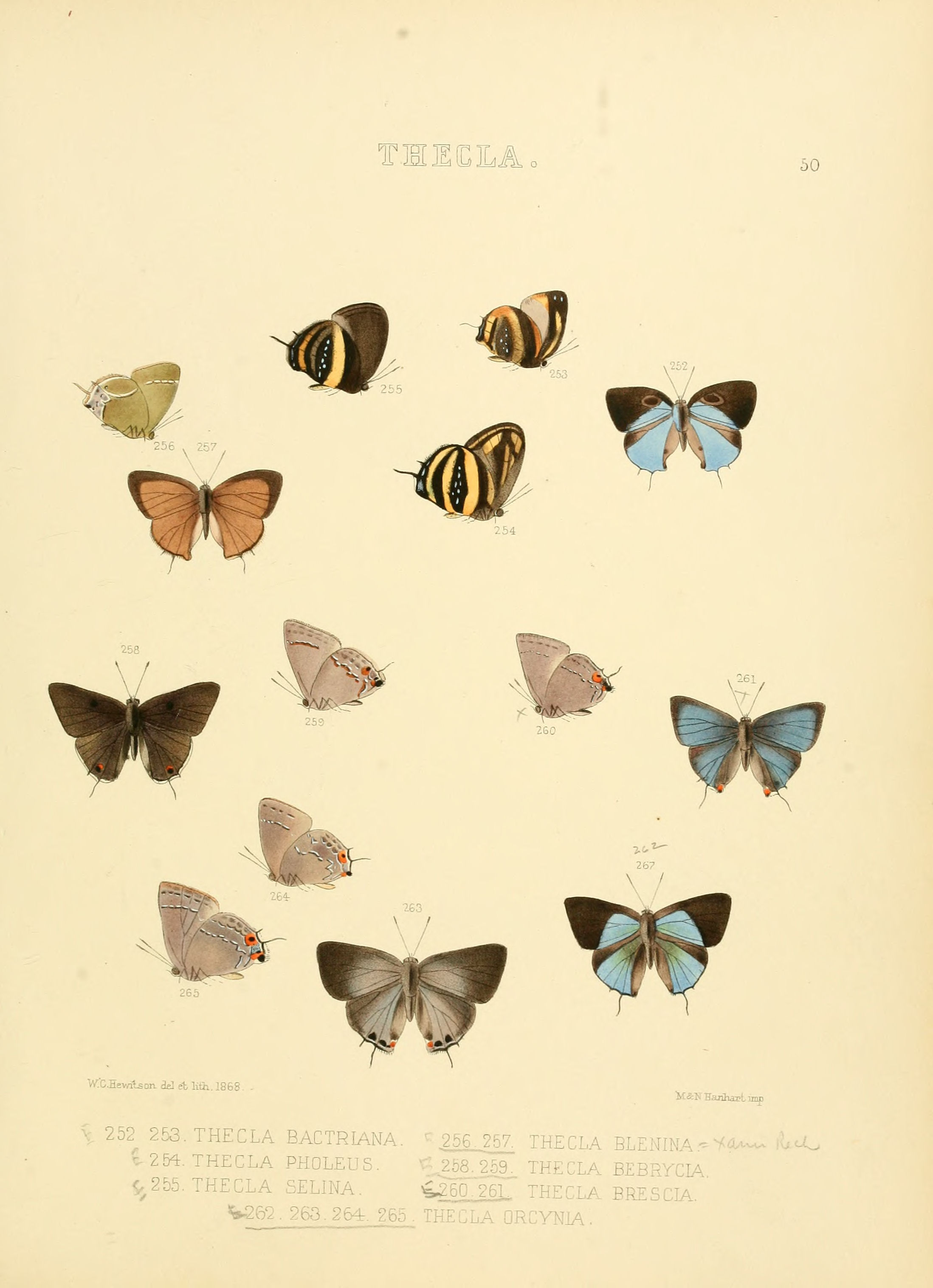

Contrafacia imma est une espèce de lépidoptères (papillons) de la famille des Lycaenidae, sous-famille des Theclinae et du genre Contrafacia.

## Dénomination
L'espèce Contrafacia imma a été décrite par Otto von Prittwitz (d) en 1865 sous le nom initial de Thecla imma.
Synonymes : Thecla orcynia Hewitson, 1868 (au Guatemela) ; Thecla anthracia Hewitson, 1874 (au Brésil) ; Thecla aunia Hewitson, 1874 (au Venezuela) ; Thecla heloisa Möschler, 1883 (au Surinam) ; Contrafacia mexicana Johnson, 1989 (au Mexique) ; Contrafacia australis Johnson, 1989 (au Paraguay) ; Contrafacia minutaea Johnson, 1989 (au Brésil) ; Orcya hewitsoni Johnson, 1990 (en Équateur) ; Orcya supra Johnson, 1990 (en Argentine) ; Orcya obliqua Johnson, 1990 (en Argentine) ; Orcya snyderi Johnson, 1992 (en Guyane)

### Nom vernaculaire
Contrafacia imma se nomme Imma Hairstreak en anglais.

## Description
Contrafacia imma est un petit papillon d'une envergure d'environ 30 mm, aux antennes et aux pattes annelées de blanc et de noir, avec deux fines queues, une longue et une courte à chaque aile postérieure.
Le dessus est beige foncé avec de grandes plages bleu-clair métallisé laissant une très large bordure marron.
Le revers est blanc beige avec une ligne submarginale et une ligne postdiscale de chevrons blancs, et, aux ailes postérieures, deux ocelles orange pupillé de noir, un entre les deux queues et un en position anale.

## Écologie et distribution
Contrafacia imma est présent au Mexique, au Guatemala, au Costa Rica, au Panama, en Colombie, en Équateur, au Venezuela, au Brésil, au Paraguay, en Argentine, au Surinam, au Guyana et en Guyane,,,.

### Protection
Pas de statut de protection particulier.